# 宋才

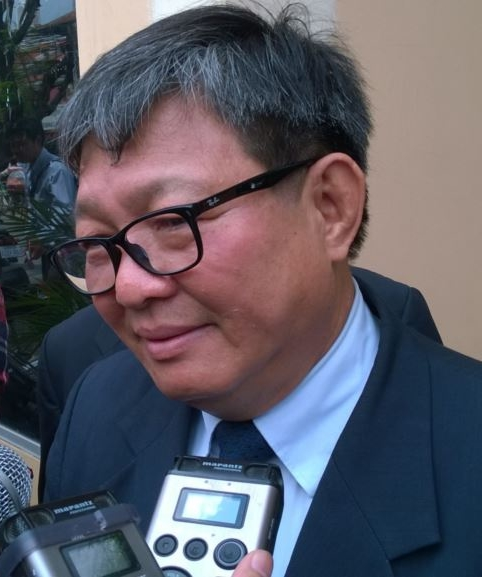
救国党议员宋才于2015年7月30日星期四在参议院后门就请愿书要求柬埔寨王国宪法委员会审查其宪法时向记者发表讲话。

宋才，柬埔寨政治人物，華人後裔。原為桑蘭西黨的國會議員。2012年，桑蘭西黨與人權黨合併為柬埔寨救國黨後，宋才出任救國黨國會議員，並成為該黨主要領導人之一。
2017年，柬埔寨最高法院裁定解散救國黨，宋才與其他救國黨高層領導人被禁止在五年內參與政治活動。2020年，宋才申請解除政治禁令， 在獲得首相洪森支持後，柬埔寨國王批准解除其從政禁令。